# Inmigración italiana en Ecuador
La inmigración italiana en Ecuador se ha desarrollado especialmente en los dos últimos siglos. Ecuador es un país donde existen comunidades italianas, que -como con el resto de la América Latina- se han diseminado por todo el territorio nacional. Los italianos que emigraron al Ecuador son principalmente de la región de Liguria.

## Historia

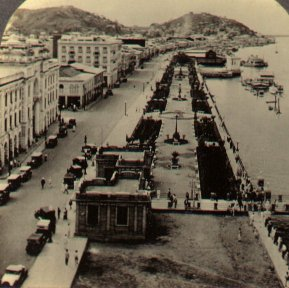
El malecón de Guayaquil fue hecho en 1920, tomando como modelo el "lungomare" de algunas ciudades italianas

Los primeros italianos con destino al Ecuador, se embarcaron del puerto de Génova en el siglo XIX. 

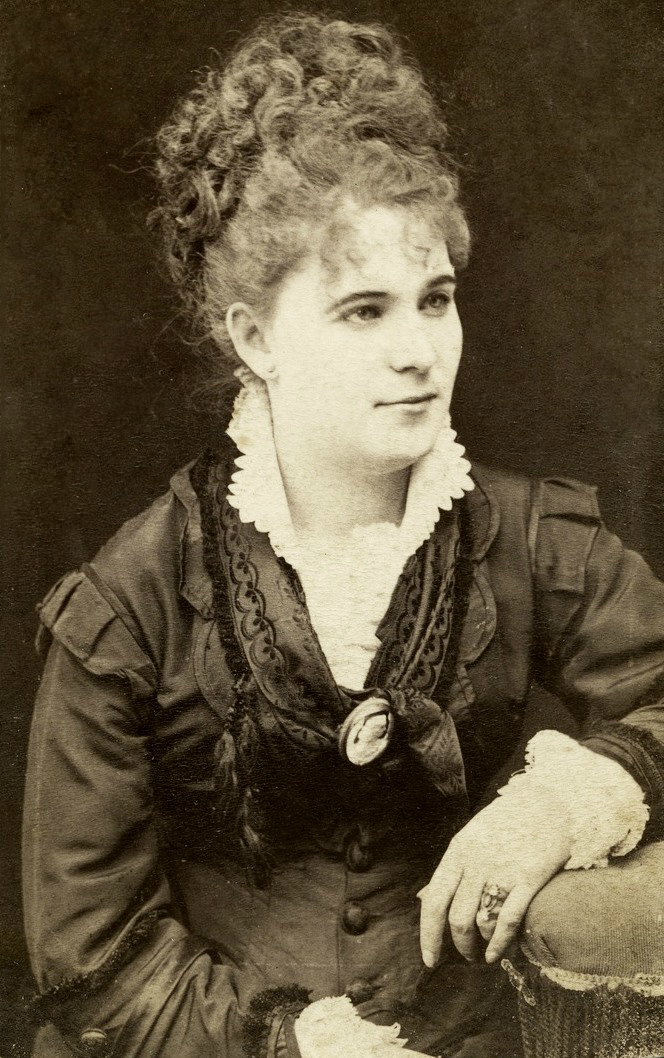
Marietta de Veintimilla Marconi se convirtió en 1876 en la Primera dama de Ecuador. Durante sus casi siete años en funciones tuvo una participacion activa en las artes y las ciencias, siendo la impulsora de la construcción del Teatro Nacional Sucre en 1879.

Muchos de estos italianos eran marineros y habitantes de regiones campestres, que se aventuraron a emigrar hacia tierras sudamericanas. Primero zarparon hacia puertos chilenos, posteriormente las olas migratorias se fueron extendiendo hacia puertos más al norte (Perú y Ecuador). Una parte de los inmigrantes italianos arribaron al puerto de Guayaquil desde Perú, huyendo de la Guerra peruano/chilena.
Antes de la Primera Guerra Mundial había una pequeña colonia de italianos en Ecuador: 650 en total, de los cuales residían 500 en Guayaquil. Casi las dos terceras parte eran originarios de Liguria y se dedicaron principalmente al comercio entre Ecuador y Europa.

Sociedad Anónima Banco Italiano, fundada el 20 de diciembre de 1923 y que después pasaría a llamarse Banco de Guayaquil. El Banco Italiano contaba con accionistas de la colonia italiana de Guayaquil,

A partir de los años 20 del siglo XX, numerosos italianos emigraron a la costa del Ecuador: la gran mayoría se estableció en Guayaquil
En 1921 los italianos fundaron "La Previsora", la primera sociedad financiera de Ecuador, que promovió el cultivo y la comercialización del cacao ecuatoriano en el mundo. El gobierno italiano envió la "Missione Accorsi" a Ecuador para ayuda económico-militar y se hicieron planes para una colonia agrícola de italianos cerca de la frontera con Colombia, pero la intervención de los Estados Unidos y de sus compañías petroleras (que temían la presencia italiana) terminaron bloqueándolo todo.
De todos modos los italianos fueron muy bien aceptados en el país debido a su integración con la cultura ecuatoriana.
Junto con la presencia de españoles en las costas norte y sur del país, los italianos empezaron a desarrollar diversas actividades sobre las costas. En Guayaquil fundaron comercios y varias industrias.
Actualmente hay casi 56.000 descendientes de italianos en Ecuador siendo una de las más bajas tasas de ascendencia inmigratoria en Ecuador donde los españoles y árabes suman un papel más relevante, sin embargo si se contase el número de inmigrantes argentinos y colombianos que ingresó al país desde fines del siglo pasado (un 80 % y un 50 % respectivamente lo conformaban descendientes de italianos).

## Cultura italiana

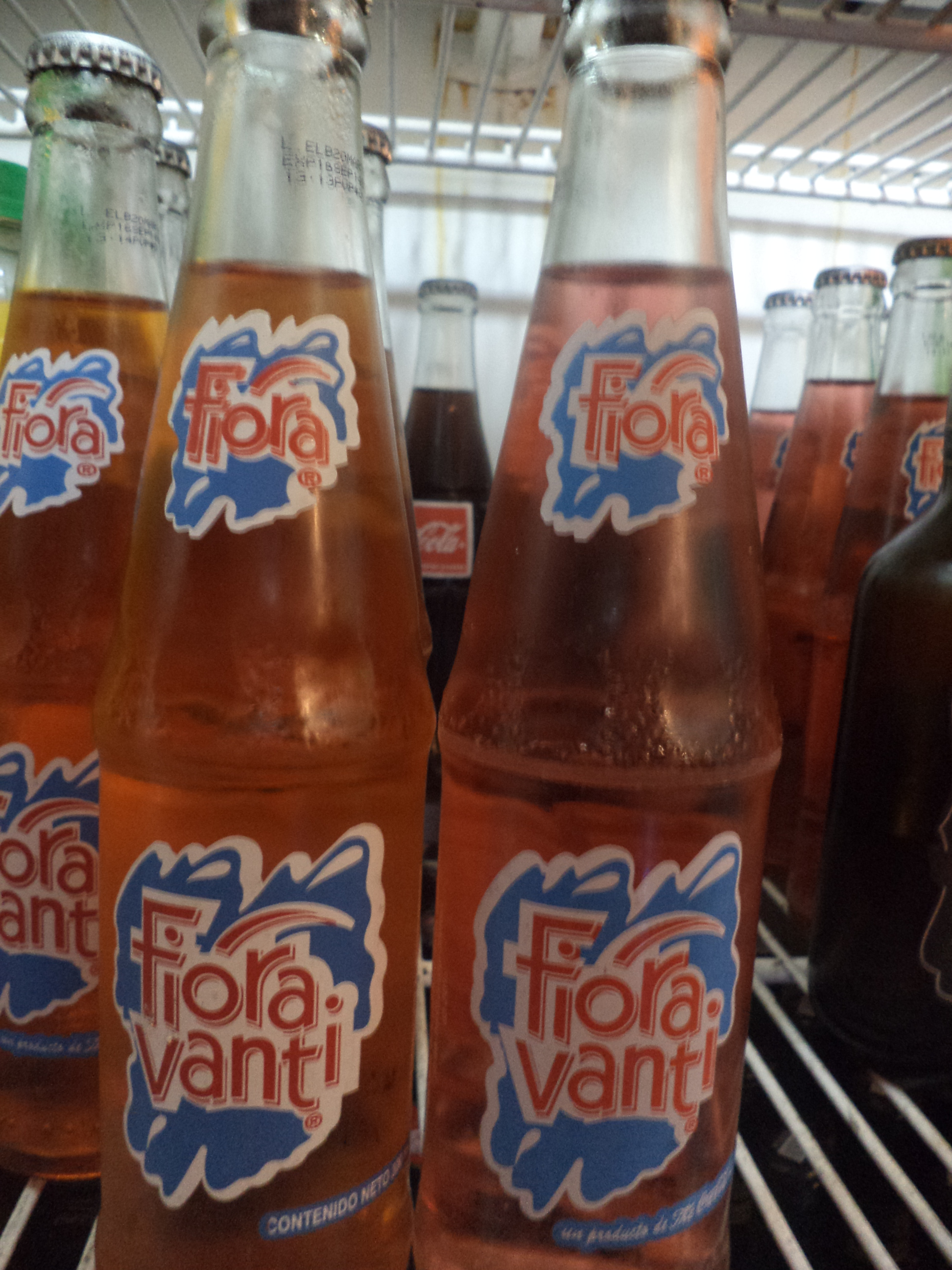
Fioravanti, bebida gaseosa creada en 1878 por la familia Fioravanti (Juan F. Fioravanti y su primo Giuseppe Fioravanti)

La cultura italiana ha influenciado enormemente la ecuatoriana, gracias a los emigrantes italianos que en pocos años de residencia se integraron perfectamente dentro de la sociedad ecuatoriana.

Los pioneros (italianos), cuyo espíritu solidario los llevó a fundar en 1882 la "Societá di Beneficenza per gli italiani Garibaldi", primera entidad social de extranjeros con personería jurídica reconocida oficialmente en el país....desde 1900 a 1950..remarca la presencia genovesa en número ascendente (85 %), con grupos de viajeros procedentes de Santa Margherita, Rapallo, Chiavari, especialmente; junto a los nativos de Cosenza (10 %); siguiéndoles en menor proporción los inmigrantes de otras provincias (5 %). Casi todos (los emigrantes italianos) comenzaron laborando en el comercio de abarrotes hasta convertirse en grandes importadores, industriales, hoteleros. Más adelante multiplicaron sus actividades con la llegada de los precursores de la aviación civil y militar; los arquitectos renovadores; los sacerdotes misioneros y educadores, los banqueros que transformaron caducos sistemas financieros; los sembradores de cultura y los artistas descubridores de talentos.

La cultura italiana se puede evidenciar en la pintura de Oswaldo Viteri, pintor nacido en Ambato y en las esculturas de Yela Loffredo, escultora nacida en Guayaquil. Ambos son de origen italiano. Otros aportes culturales italianos vienen de Alicia Yánez Cossío, destacada poetisa, novelista y periodista nacida en Quito, que es de origen italiano por parte de madre.
También la cultura musical ecuatoriana ha recibido influencias de la italiana: un instrumento típicamente ecuatoriano es el "bandolin", que se parece mucho al italiano mandolin y del que probablemente ha sido copiado.
Quizá el cura italiano que más ha aportado al conocimiento de la cultura india de Ecuador es el padre Carlos Crespi Croci. Este salesiano, nacido cerca de Milán, es famoso mundialmente por sus estudios sobre los indios precolombinos del Ecuador y la Cueva de los Tayos. Carlos Crespi, quien llegó a la selva amazónica ecuatoriana en 1927 y filmó Los invencibles shuar del Alto Amazonas (la primera película sobre la vida y cultura de los shuar), supo ganarse pronto la confianza de los indios autóctonos jíbaros. Ellos le entregaron cientos de pedazos arqueológicos que se remontan a una época desconocida, muchos de ellos de oro o laminados en oro, por lo general magistralmente tallados con arcaicos jeroglíficos que nadie ha sabido descifrar hasta hoy. A partir de 1960, Crespi obtuvo del Vaticano la autorización de abrir un museo en la ciudad de Cuenca, donde estaba ubicada la misión salesiana.